# Liste der Mitglieder des Landtages Schleswig-Holstein (4. Wahlperiode)
Diese Liste gibt einen Überblick über alle Mitglieder des Landtags von Schleswig-Holstein der 4. Wahlperiode (27. Oktober 1958 bis 26. Oktober 1962).

## Präsidium
- Präsident:
 Walther Böttcher (CDU) bis 16. September 1959
 Claus-Joachim von Heydebreck (CDU) seit 29. September 1959
- Erster Vizepräsident:
 Wilhelm Siegel (SPD)
- Zweiter Vizepräsident:
 Arthur Schwinkowski (CDU)

## Zusammensetzung
Nach der Landtagswahl vom 28. September 1958 setzte sich der Landtag wie folgt zusammen:
- CDU: 33 Sitze
- SPD: 26 Sitze
- GB/BHE: 5 Sitze
- FDP: 3 Sitze
- SSW: 2 Sitze

## Fraktionsvorsitzende
- CDU-Landtagsfraktion
 Walter Mentzel
- SPD-Landtagsfraktion
 Wilhelm Käber
- GB/BHE-Landtagsfraktion
 Alfred Gille
- FDP-Landtagsfraktion
 Heinrich Wolgast
- SSW-Landtagsfraktion
 Samuel Münchow

## Abgeordnete
| Name                         | Lebensdaten | Partei | Wahlkreis/ Landesliste      | Stimmen in % | Bemerkungen                                                       |
| ---------------------------- | ----------- | ------ | --------------------------- | ------------ | ----------------------------------------------------------------- |
| Heinz Adler                  | 1912–1990   | SPD    | Landesliste                 |              |                                                                   |
| Matthias Andresen            | 1904–1992   | CDU    | Husum-Eiderstedt            | 40,8         |                                                                   |
| Hans-Adolf Asbach            | 1904–1976   | GB/BHE | Landesliste                 |              | ab 8. Mai 1961 GDP                                                |
| Berthold Bahnsen             | 1913–1971   | SSW    | Landesliste                 |              |                                                                   |
| Rudolf Basedau               | 1897–1975   | SPD    | Landesliste                 |              |                                                                   |
| Hermann Böhrnsen             | 1900–1976   | CDU    | Rendsburg-Nord              | 41,0         |                                                                   |
| Walther Böttcher             | 1901–1983   | CDU    | Lübeck-Süd                  | 48,2         |                                                                   |
| Julius Bredenbeck            | 1907–1990   | SPD    | Kiel-Ost                    | 57,2         | ausgeschieden am 30. April 1962                                   |
| Anna Brodersen               | 1903–1971   | SPD    | Kiel-Süd                    | 51,6         |                                                                   |
| Paul Bromme                  | 1906–1975   | SPD    | Lübeck-Travemünde           | 42,9         |                                                                   |
| Heino Bues                   | 1900–1985   | CDU    | Eutin-Nord                  | 44,9         |                                                                   |
| Ludwig Claussen              | 1906–1974   | CDU    | Südtondern                  | 49,9         |                                                                   |
| Walter Damm                  | 1904–1981   | SPD    | Pinneberg-Elbmarschen       | 44,2         |                                                                   |
| Gustav Drevs                 | 1907–1988   | CDU    | Lauenburg-Nord              | 51,0         |                                                                   |
| Hermann Engels               | 1909–1973   | SPD    | Landesliste                 |              |                                                                   |
| Heinrich Fischer             | 1909–1983   | SPD    | Landesliste                 |              |                                                                   |
| Hermann Franck               | 1908–1992   | SPD    | Landesliste                 |              |                                                                   |
| Hans Jakob Franzenburg       | 1894–1960   | CDU    | Plön-Nord                   | 44,1         | verstorben am 5. Februar 1960                                     |
| Herbert Fuchs                | 1898–1994   | CDU    | Kiel-Nord                   | 45,3         |                                                                   |
| Gerhard Gerlich              | 1911–1962   | CDU    | Plön-Süd                    | 47,7         |                                                                   |
| Alfred Gille                 | 1901–1971   | GB/BHE | Landesliste                 |              | ab 8. Mai 1961 GDP                                                |
| Otto Gramcko                 | 1901–1990   | SPD    | Stormarn-Süd                | 42,1         |                                                                   |
| Detlef Haase                 | 1924–1997   | SPD    | Steinburg-Ost               | 38,5         | ausgeschieden am 10. November 1961                                |
| Erich Hagenah                | 1898–1984   | SPD    | Pinneberg-Ost               | 42,7         |                                                                   |
| Kai-Uwe von Hassel           | 1913–1997   | CDU    | Flensburg-West              | 35,5         |                                                                   |
| Hans-Joachim Herbst          | 1918–1995   | FDP    | Landesliste                 |              | eingetreten am 27. Oktober 1958 für Bernhard Leverenz             |
| Claus-Joachim von Heydebreck | 1906–1985   | CDU    | Steinburg-Süd               | 41,4         |                                                                   |
| Andreas Matthias Hofer       | 1907–1989   | GB/BHE | Landesliste                 |              | eingetreten am 27. April 1961 für Hans Schult, ab 8. Mai 1961 GDP |
| Peter Jensen                 | 1890–1969   | CDU    | Flensburg-Land              | 49,6         |                                                                   |
| Erwin Jürgens                | 1895–1974   | CDU    | Norderdithmarschen          | 49,2         |                                                                   |
| Wilhelm Käber                | 1896–1987   | SPD    | Landesliste                 |              |                                                                   |
| Erna Kilkowski               | 1907–1985   | CDU    | Landesliste                 |              |                                                                   |
| Hans-Jürgen Klinker          | 1921–1988   | CDU    | Südangeln-Schwansen         | 50,3         |                                                                   |
| Knud Knudsen                 | 1912–2000   | CDU    | Rendsburg-Ost               | 47,3         |                                                                   |
| Klaus Köberle                | 1931–2008   | CDU    | Landesliste                 |              | eingetreten am 16. Februar 1960 für Hans Jakob Franzenburg        |
| Heinrich Kock                | 1913–????   | CDU    | Lauenburg-Stormarn          | 44,5         |                                                                   |
| Klaus Konrad                 | 1914–2006   | SPD    | Landesliste                 |              | eingetreten am 1. Mai 1962 für Julius Bredenbeck                  |
| Eugen Lechner                | 1903–1971   | SPD    | Neumünster                  | 45,2         |                                                                   |
| Helmut Lemke                 | 1907–1990   | CDU    | Segeberg-Süd                | 45,5         |                                                                   |
| Bernhard Leverenz            | 1909–1987   | FDP    | Landesliste                 |              | ausgeschieden am 24. Oktober 1958                                 |
| Elly Linden                  | 1895–1987   | SPD    | Lübeck-Nord                 | 45,0         |                                                                   |
| Walter Lurgenstein           | 1906–1964   | SPD    | Landesliste                 |              |                                                                   |
| Volkert Martens              | 1897–1972   | CDU    | Husum-Land                  | 52,8         |                                                                   |
| Walter Mentzel               | 1899–1978   | CDU    | Eckernförde                 | 44,4         |                                                                   |
| Konrad Meyer                 | 1902–1972   | CDU    | Stormarn-Nord               | 44,2         |                                                                   |
| Hermann Meyn                 | 1907–1989   | SPD    | Landesliste                 |              |                                                                   |
| Samuel Münchow               | 1893–1976   | SSW    | Landesliste                 |              |                                                                   |
| Edo Osterloh                 | 1909–1964   | CDU    | Steinburg-Süderdithmarschen | 43,8         |                                                                   |
| Paul Preuss                  | 1897–1970   | SPD    | Landesliste                 |              | eingetreten am 7. Januar 1960 für Heinrich Sellmann               |
| Hanns Ulrich Pusch           | 1917–1984   | CDU    | Lübeck-Mitte                | 45,5         |                                                                   |
| Martin Redeker               | 1900–1970   | CDU    | Kiel-West                   | 45,2         |                                                                   |
| Heinz Reinefarth             | 1903–1979   | GB/BHE | Landesliste                 |              | ab 8. Mai 1961 GDP                                                |
| Erwin Riegel                 | 1922–1982   | SPD    | Landesliste                 |              |                                                                   |
| Paul Rohloff                 | 1912–2000   | CDU    | Lauenburg-Süd               | 45,3         |                                                                   |
| Wilhelm Rohwedder            | 1898–1987   | CDU    | Oldenburg                   | 43,0         |                                                                   |
| Hartwig Schlegelberger       | 1913–1997   | CDU    | Flensburg-Ost               | 39,7         |                                                                   |
| Ernst Schoof                 | 1901–1984   | CDU    | Süderdithmarschen           | 50,9         |                                                                   |
| Hans Schröder                | 1902–1971   | SPD    | Landesliste                 |              |                                                                   |
| Hinrich Schröder             | 1906–1992   | FDP    | Landesliste                 |              |                                                                   |
| Hans Schult                  | 1910–????   | GB/BHE | Landesliste                 |              | ausgeschieden am 18. April 1961                                   |
| Kurt Schulz                  | 1922–2017   | SPD    | Landesliste                 |              |                                                                   |
| Hermann Schwieger            | 1908–1976   | SPD    | Landesliste                 |              |                                                                   |
| Arthur Schwinkowski          | 1908–1994   | CDU    | Kiel-Mitte                  | 53,8         |                                                                   |
| Heinrich Sellmann            | 1899–1959   | SPD    | Elmshorn                    | 46,7         | verstorben am 10. Dezember 1959                                   |
| Kurt Semprich                | 1920–1999   | SPD    | Landesliste                 |              |                                                                   |
| Wilhelm Siegel               | 1890–1977   | SPD    | Landesliste                 |              |                                                                   |
| Claus Sieh                   | 1893–1972   | CDU    | Rendsburg-West              | 57,4         |                                                                   |
| Werner Simmann               | 1916–1984   | CDU    | Eutin-Süd                   | 42,4         |                                                                   |
| Walter Stams                 | 1898–1973   | SPD    | Landesliste                 |              | eingetreten am 20. November 1961 für Detlef Haase                 |
| Jochen Steffen               | 1922–1987   | SPD    | Landesliste                 |              |                                                                   |
| Erich Stehn                  | 1920–1986   | CDU    | Segeberg-Nord               | 46,6         |                                                                   |
| Gerhard Strack               | 1911–1977   | SPD    | Landesliste                 |              |                                                                   |
| Jürgen Thee                  | 1900–1980   | CDU    | Schleswig                   | 48,6         |                                                                   |
| Georg Urban                  | 1908–????   | GB/BHE | Landesliste                 |              | ab 8. Mai 1961 GDP, ab 12. Februar 1962 CDU                       |
| Heinrich Wolgast             | 1905–1982   | FDP    | Landesliste                 |              |                                                                   |